# آدم دانتش
آدم دانتش هو لاعب كرة قدم بولندي يلعب كمدافع مع نادي ليغيا وارسو.